# 298
El año 298 (CCXCVIII) fue un año común comenzado en sábado del calendario juliano, en vigor en aquella fecha.
En el Imperio romano el año fue nombrado como el del consulado de Fausto y Galo o, menos comúnmente, como el 1051 Ab urbe condita, siendo su denominación como 298 posterior, de la Edad Media, al establecerse el Anno Domini.

## Acontecimientos
- Galia-Germania (Francia) - Constancio vence a los alamanes en los Lingrones (Langres).
- El emperador Diocleciano reorganiza el Imperio romano, dividiendo las provincias heredadas del Alto Imperio en otras menores y agrupándolas en Diócesis dirigidas por un vicario, que controla a sus gobernadores, que ostentan el título de praeses y que pueden tener rango pretorio o consular.

## Fallecimientos
- Martirio de San Marcelo, centurión de Legio VII Gemina, en Tingis (actual Tánger), en la Mauritania Tingitana el 28 de julio.
- Martirio de los santos Emeterio y Celedonio el 3 de marzo.